# 香港反高鐵撥款警民衝突
香港反高鐵撥款警民衝突發生於2010年1月16日至17日，約1,700名反高鐵運動示威者包圍前立法會大樓，要求與運輸及房屋局局長鄭汝樺對話，最終演變成為警民衝突，造成5名警務人員受傷。是次為警務處逾4年來首次出動防暴警察驅散示威者，並且進行多輪清場，不過並無採取拘捕。

## 背景
2009年12月，香港政府向立法會財務委員會提交造價達669億港元的廣深港高鐵香港段撥款申請。至2010年1月初臨近立法會財務委員會表決撥款日，支持與反對高鐵者連日在前立法會大樓外集會。

## 事件經過

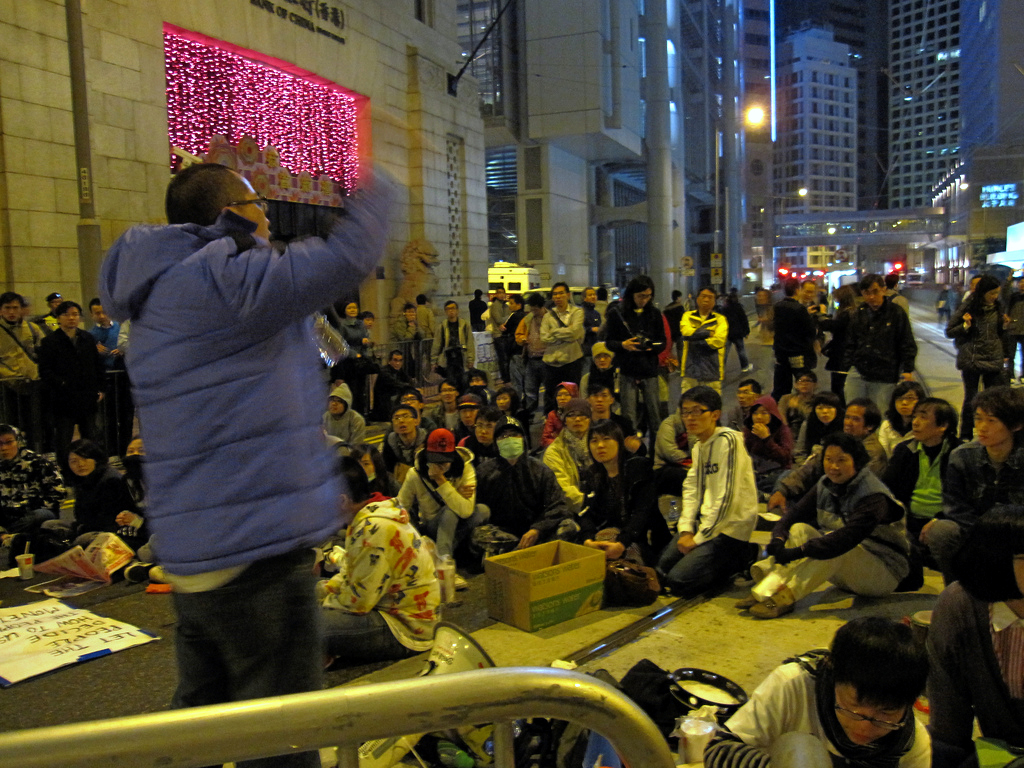
示威者在街上靜坐示威，表達對興建廣深港高鐵香港段的不滿。

2010年1月16日（星期六）下午5時45分，立法會財務委員會仍然在泛民主派發動冗長辯論、表決多項動議時，反高鐵停撥款大聯盟眼見大勢已去，未等待議案表決，就發動「萬人宇宙大遊行」，呼籲在場示威者圍繞前立法會大樓慢行，象徵「一步一步、改變香港」。與此同時，一群青年已經先行嘗試衝破警察鐵馬防線，企圖從前立法會大樓正門闖入，惟被警察擋住。而苦行示威者則沿著遮打道行人路示威時被警察阻截，部份示威者隨即與警察爆發衝突。示威者拉扯警察鐵馬及衝撞警務人員，後者則以胡椒噴劑還擊。

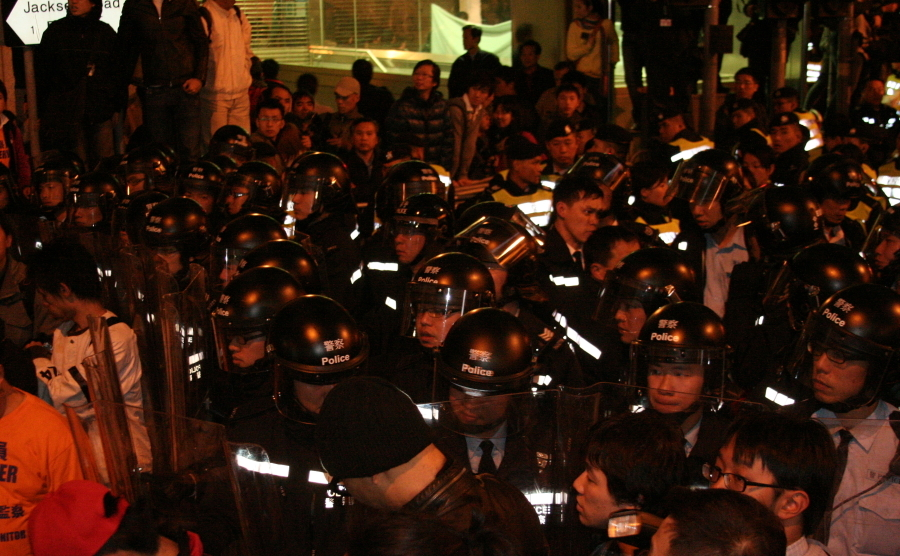
戴上防暴頭盔及持長盾的防暴警察趕赴前立法會大樓外增援。

下午6時32分，立法會財務委員會以31票贊成、21票反對，通過廣深港高鐵香港段撥款申請，在前立法會大樓前集會抗議的反高鐵運動的不滿情緒一觸即發。示威者不斷衝擊前立法會大樓正門，更試圖闖入。另外一批約500名示威者則衝出德輔道中、遮打道及昃臣道，欲衝入遮打花園，引致該處交通癱瘓，電車及巴士駛至置地廣場後均需要折返。示威者手蹺手，在馬路上或坐或卧，高唱歌曲，並且在靜坐示威範圍內挪用警察鐵馬，封鎖出入口及防止被警務人員抬離現場。部份示威者則以保鮮紙保護眼鼻，部份更戴上眼罩、口罩及頭盔。其後，示威者要求與運輸及房屋局局長鄭汝樺對話。
至晚上7時40分，警察採取第一波清場，將32名示威者抬走，不過並無採取拘捕。該批示威者獲釋放後，隨即返回現場再次參加示威。另一方面，運輸及房屋局局長鄭汝樺和運輸及房屋局副局長邱誠武等人員登上座駕準備離開立法會之際，馬路被示威者佔據，車隊被圍困在立法會停車場內。而大批戴上防暴頭盔及持長盾的防暴警察亦於此時增援，趕赴前立法會大樓外。這次是繼2005年12月反對世貿遊行衝突後，逾4年來防暴警察首次出動。至晚上8時半，官員折返立法會休息，直至翌日凌晨時份，仍然有逾20名官員和建制派立法會議員滯留在前立法會大樓內。不過在較早時候，同樣投票支持撥款廣深港高鐵香港段申請的葉劉淑儀和部份官員均順利步行離開立法會。至晚上10時許，清場完成。另外，港鐵應警察要求將中環站J出入口廣深港高鐵香港段，而警察隨即將中環站J1至J3出入口以鐵馬封鎖。

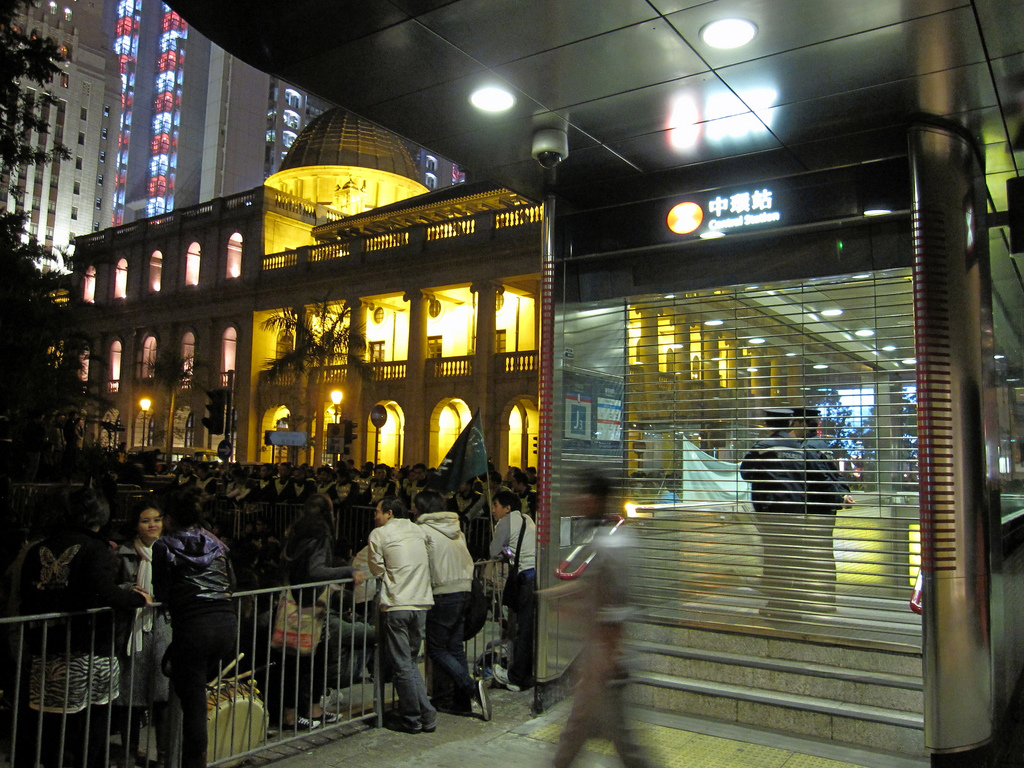
警察以鐵馬封鎖港鐵中環站J3出入口，並且派遣人員駐守。

官員們被逼滯留在前立法會大樓內6小時後，至翌日凌晨12時35分，逾百名警務人員築成人鏈護送運輸及房屋局局長鄭汝樺和一眾立法會議員從港鐵中環站J1出入口進入，乘搭尾班列車離開。示威者得悉官員們離開後，馬上衝至中環站出口外，阻止警察再護送其他人離開。當示威者得悉鄭汝樺經已離開後，相繼從昃臣道、和平紀念碑對開的遮打道及德輔道中撤退，返回皇后像廣場對開的前立法會大樓外繼續聚集。
1月17日凌晨2時，警察公共關係科發表聲明，強烈譴責破壞社會安寧和擾亂公眾秩序的行為，表示絕不容忍任何暴力、破壞秩序和社會安寧的行為，同時呼籲示威者保持冷靜和克制。發言人又指出，示威者已經佔領該處附近道路一段時間，呼籲他們離開，並且立即停止佔領馬路和破壞社會安寧；重申警察尊重市民享有表達意見和遊行集會的自由，惟應該以理性及和平的態度表達意見。此後示威者自行散去，警察無採取拘捕。
在是次行動中，共1,200警力被動用，共造成5名警務人員受傷。而參與的示威者則有約1,700人，於1月16日下午，反高鐵大聯盟一度報稱是次事件共8,000人包圍前立法會大樓。，《蘋果日報》則報道為「上萬人」。

## 回應

### 香港政府
2010年1月18日，時任香港行政長官曾蔭權、運輸及房屋局局長鄭汝樺及保安局局長李少光分別在中區政府合署中座地下大堂向傳媒發表講話。
曾蔭權指出，政府既有責任保障和平集會的自由，也有責任去維持社會安寧。立法會是香港政治體制重要的一部分，有示威者不負責任衝擊立法會，是違背香港社會的核心價值、法治精神及整體利益，政府和廣大市民都絕對不會接受。另外，以衝擊手法破壞社會秩序，不但無法彰顯言論自由，反而會扼殺不同意見及和平理性的表達，示威人士必須反思。曾蔭權感謝警隊以專業的處理手法，面對示威者衝擊和謾罵時，仍然保持冷靜和克制，將衝突減至最低。他對香港警方是十分有信心，對小部分人刻意破壞社會安寧的行為，絕對有能力適切地依法處理。當他被記者問及反高鐵人士說會繼續打游擊戰，政府會如何應對時，曾蔭權重申，政府歡迎外界以各類方法表達合理的要求，並會繼續與外界進行溝通；但一定要依法辦事，絕不能作出衝擊的行為。對於任何衝擊行為及非法行動，政府均會嚴肅處理。
運輸及房屋局局長鄭汝樺在回應此事時，表示自己曾考慮到立法會大樓外與示威者對話，但當局在當日警隊的專業判斷後，認為在這情況下，有很大的風險，亦可能會引起更大的混亂。當局不希望出現示威者及官員、議員雙方有人受傷的結果，故跟警隊在場的指揮官，經詳細討論後而作出不與示威者會面決定。鄭汝樺當被記者問及示威者早已要求會面，而鄭亦曾有意在立法會面見示威者，為何不更早與示威者會面時，鄭汝樺表示當局以往均有跟不同年齡組別或出發點團體進行溝通，可能未必是全部百分百所有團體都有洽談過，但是亦有與很多不同團體洽談過，政府當然願意在以後採用這種溝通模式。但以當日而言，雖有建議認為可請部分代表進入立法會大樓內；但最後得到的信息是，如要會面，就要鄭汝樺到立法會大樓外與他們見面。警隊在這方面非常有保留，認為有所風險，非常擔心在場人士的安全，此仍當中最重要的考慮。她又表示，會面與否並非個人安全或是個人榮辱的問題，而是示威者和警隊的安全問題。
保安局局長李少光就此事會見傳媒時，重申香港政府是非常尊重《基本法》所賦予市民行使集會、遊行、示威和表達意見的權利，但《基本法》亦同時聲明，市民在行使權利時，必須遵守法律。他希望公眾明白香港警務處在當天的行動中是非常克制。對於有示威者蓄意衝擊警隊防線，強行闖入立法會並堵塞道路，這些行為嚴重干擾社會秩序和社會安寧，及破壞香港法律，這些都是法律所不容許的。他深深相信這些行為，是全香港愛好和平的市民都不認同的。他強烈譴責這些干擾社會秩序和破壞社會安寧的行為，並重申一香港警務處完全有能力和決心處理這類事件，如果日後再有同樣暴力行為發生，警隊定必會依法嚴正處理，並會採取果斷的行動，以維護社會安寧和社會秩序。當李少光被記者問及有示威者指警員在使用胡椒噴霧時沒有發出警告時，李少光相信公眾在電視新聞的畫面上，已看見警員在當天被部分示威者謾罵和挑釁，同時示威者採取暴力手法衝擊警隊的防線，嘗試拆走鐵馬，這些已屬違法行為。警隊在維護社會安寧下，是有很清晰的指引，如何使用胡椒噴霧，這已經是用最小的武力來控制場面。當被問及當局是否因警隊不能有效清場，以致局長和議員須搭公共交通工具離開，李少光表示警隊在維持社會秩序時，亦要確保示威人士、立法會議員和政府官員的安全。當天的情況非常混亂，同時有示威者情緒非常高漲。警隊一定要在維護社會秩序，及保證所有人的人身安全方面取得平衡。警隊完全有能力進行所謂的「清場」工作，但如果牽涉到使用武力時便要十分小心，考慮這對保障道路暢通，又要保證不會傷害到議員、官員或示威者，當局須作出一個平衡。

### 反高鐵人士
反高鐵大聯盟發言人何芝君表示，曾蔭權的說法反映他落後形勢，不清楚市民是本著善良的心，爭取應有權益。她亦表示，示威者衝擊警察原因是警察多番阻撓示威者表達意見，如臨大敵對付手無寸鐵的市民，以及過分暴力對付市民。她也認為特首曾蔭權反將責任推卸在市民身上，是難辭其咎，認為曾蔭權以至整個政府應反思與公眾之間的關係和態度，不應強硬通過撥款，又認為作為以民為本的政府，在高鐵一役上已輸掉民心。另一方面，反高鐵大聯盟成員陳景輝在電台節目中表示，他們反對興建高鐵過程中，感受到政府官員不願溝通，有官員拒與他們同台辯論。如政府官員不改變態度，即使政府在網上與青年人溝通，也是沒有用的。
公民黨黨魁余若薇批評，曾蔭權的言論把事件中所有的問題只集中在極少數的個別激進行為，漠視了當日反高鐵人士，對興建高鐵問題的種種不滿，完全是一個以偏概全的言論，顯示出特區政府「脫離民情，不懂自省」的表現。湯家驊則指，示威者阻塞立法會是對高鐵審批不滿，他們有表達自由，有一、兩名示威者有過激行為，公眾不認同也可以理解。

### 其他
2010年1月27日，在立法會保安事務委員會特別會議上，主席劉江華感謝警察在廣深港高鐵香港段撥款當日在立法會內外的部署，以及派遣人員護送被圍困的立法會議員回家。
2010年1月27日，前立法會主席、全國人大常委范徐麗泰指出，示威者圍堵前立法會大樓是不需要的，因為立法會議員和官員所做的是香港社會賦予他們的責任，當他們離開前立法會大樓時，應該讓他們平安和有尊嚴地離開；不讓他們離開，或以粗口辱罵他們，並不符合香港人的一貫做法。她又指出，官員的職責是在立法會解釋政策，希望獲得立法會議員的支持，而立法會議員被選出來，是在議事廳議事，講出不同意見以反映社會上的不同意見，並就政府所提出的議案投票。她表示理解部分人心中充滿不滿和憤怒，惟香港社會之能夠大致上可以理性及平和地討論，是建基於大家有互相尊重的精神：「我相信大家有不同意見是可以討論、交流，但是不需要用到這種方式。我希望大家都反省一下，希望將來不會再發生這種事情。」